# Varatchaya Wongteanchai
Varatchaya Wongteanchai, née le 7 septembre 1989 à Chiang Rai, est une joueuse de tennis thaïlandaise.
Spécialiste du double, elle remporte en 2016, l'Open de Malaisie et le tournoi de Bucarest.
Sa sœur cadette, Varunya Wongteanchai est également joueuse de tennis.

## Palmarès

### Titres en double dames
| No | Date       | Nom et lieu du tournoi          | Catégorie | Dotation  | Surface      | Partenaire    | Finalistes                        | Score            |          |
| -- | ---------- | ------------------------------- | --------- | --------- | ------------ | ------------- | --------------------------------- | ---------------- | -------- |
| 1  | 29-02-2016 | BMW Malaysian Open Kuala Lumpur | Intern'l  | 250 000 $ | Dur (ext.)   | Yang Zhaoxuan | Liang Chen Wang Yafan             | 4-6, 6-4, [10-7] | Parcours |
| 2  | 11-07-2016 | BRD Bucharest Open Bucarest     | Intern'l  | 250 000 $ | Terre (ext.) | Jessica Moore | Alexandra Cadanțu Katarzyna Piter | 6-3, 7-65        | Parcours |

### Finale en double dames
Aucune

### Finale en double en WTA 125
| No | Date       | Nom et lieu du tournoi           | Catégorie | Dotation  | Surface    | Vainqueures           | Partenaire    | Score    |          |
| -- | ---------- | -------------------------------- | --------- | --------- | ---------- | --------------------- | ------------- | -------- | -------- |
| 1  | 09-11-2015 | E@ Hua Hin Championships Hua Hin | WTA 125   | 125 000 $ | Dur (ext.) | Liang Chen Wang Yafan | Yang Zhaoxuan | 6-3, 6-4 | Parcours |

## Parcours en Grand Chelem

### En simple dames
N'a jamais participé à un tableau final.

### En double dames
| Année | Open d'Australie        | Open d'Australie    | Internationaux de France | Internationaux de France | Wimbledon               | Wimbledon               | US Open                 | US Open                    |
| ----- | ----------------------- | ------------------- | ------------------------ | ------------------------ | ----------------------- | ----------------------- | ----------------------- | -------------------------- |
| 2016  | —                       | —                   | —                        | —                        | —                       | —                       | 1er tour (1/32) Yang Z. | A. Kudryavtseva S. Lisicki |
| 2017  | 1er tour (1/32) Wang Q. | V. King Y. Shvedova | —                        | —                        | 2e tour (1/16) I. Soylu | Chan H.-c. M. Niculescu | —                       | —                          |

N.B. : le nom du ou de la partenaire se trouve sous le résultat ; le nom des ultimes adversaires se trouve à droite.

## Parcours en Fed Cup
| #                                                              | Date       | Lieu      | Surface    | Gagnante(s)                     | Perdante(s)                             | Score    |          |
|                                                                |            |           |            |                                 |                                         |          |          |
| 2014 - Barrage (groupe mondial II) - Suède - Thaïlande - 4 : 0 |            |           |            |                                 |                                         |          |          |
| 1                                                              | 19/04/2014 | Lidköping | Dur (int.) | Hilda Melander Rebecca Peterson | Tamarine Tanasugarn Varat. Wongteanchai | 6-4, 6-2 | Parcours |

## Classements WTA en fin de saison
| Année          | 2006 | 2007 | 2008 | 2009 | 2010 | 2011 | 2012 | 2013 | 2014 | 2015 | 2016 | 2017 |
| Rang en simple | 1146 | 801  | 448  | 459  | 572  | 221  | 311  | 268  | 300  | 281  | 262  | 336  |
| Rang en double | 693  | 285  | 284  | 250  | 291  | 164  | 145  | 145  | 243  | 187  | 80   | 116  |

Source : (en) Classements de Varatchaya Wongteanchai sur le site officiel de la Fédération internationale de tennis